# Bełk (województwo świętokrzyskie)
Bełk – wieś sołecka w Polsce położona w województwie świętokrzyskim, w powiecie jędrzejowskim, w gminie Imielno. W latach 1975–1998 miejscowość administracyjnie należała do województwa kieleckiego.
.
| SIMC    | Nazwa       | Rodzaj     |
| ------- | ----------- | ---------- |
| 1016368 | Kępiotka    | przysiółek |
| 0239416 | Kwasków     | kolonia    |
| 0239400 | Opłotki     | część wsi  |
| 0239422 | Szczery Bór | przysiółek |

## Historia
Wieś rodowodem sięga XIV wieku. W dokumentach z 1356 roku występuje pod nazwą „Belchecz”, a w 1581 roku pod nazwą „Belk”. W 1356 roku Klemens, dziedzic Sopichowa (Sepiehów, Serapichów), sprzedał wieś „Belchecz* (Bełczek) w ziemi sandomierskiej Andrzejowi z Wawrowic (Kodeks Małopolski, I, 287).
Do końca XVII wieku historia wsi Bełk, jest analogiczna z historią Mierzwina i Grudzyn. Pod koniec wspomnianego wieku Mierzwin i Grudzyny wyszły z rąk Oraczewskich herbu Szreniawa, natomiast Bełk pozostał dalej w rękach Adama Oraczewskiego. W 1777 roku właścicielem wsi został Szymon Malczewski herbu Tarnawa. Kolejnym dziedzicem (1784) dóbr ziemskich Bełk (Bełek) był Paweł Malczewski, jednak jeszcze w 1801 roku występują w aktach ziemskich w Bełku Antonina z Oraczewskich Klimaszewska i Ludwika z Oraczewskich Jasińska.
Według spisu miast, wsi, osad Królestwa Polskiego z 1827 roku wieś liczyła 20 domów i 121 mieszkańców.
Za udział w powstaniu listopadowym, rząd rosyjski skonfiskował w 1835 roku części majątku ziemskiego Bełk należne Wilhelmowi i Sewerynowi Malczewskim, a ich wydalił z kraju.
W 1836 roku Wojciech i Józefa z Majewskich Brzescy kupili 1/10 części Bełku od I. Błeszyńskiej, a skonfiskowane części Malczewskich nabyli od rządu rosyjskiego w 1838 roku.
W 1843 roku, na licytacji połowę majątku ziemskiego Bełk kupili Wolfgang i Józefa z Brzeskich Derychowie. 
W 1864 roku wieś Bełk wraz z gruntami i budynkami stała się własnością jej mieszkańców na mocy ukazu o uwłaszczeniu chłopów.  W 1866 roku Józefa Derychowa nabyła od swojej matki (Józefy Brzeskiej) pozostałą część folwarku w Bełku. W 1874 roku folwark w Bełku stał się własnością Brygidy Wieliczko, zaś w 1882 roku kupił go Ignacy Gogolewski. Sześć lat później, w 1888 roku nabył folwark Michał Goldhar, który sprzedał go w 1899 roku Wojciechowi Majewiczowi.
Według danych z 1888 roku ówczesny Bełk posiadał 1037 morgów i 238 prętów ziemi, do tego folwark Kwasków liczący 74 mórg i 17 prętów oraz folwark Czechów. W początkach XIX wieku folwark w Bełku rozparcelowano. 
Mieszkający we wsi Bełku wierni wyznania rzymskokatolickiego należą do parafii z siedzibą w Grudzynach.